# Ернст Гамель
Ернст Гамель (нім. Ernst Hamel; 15 червня 1877, Кріфіц — 28 березня 1969, Берлін) — німецький офіцер, генерал-лейтенант люфтваффе (1 січня 1945).

## Біографія
1 квітня 1898 року вступив в 9-й саперний батальйон. Закінчив Військово-технічну академію (1905). В 1908/10 роках — ад'ютант 9-го саперного батальйону. В 1911/13 роках служив у 8-й фортечній інспекції. В 1913/15 роках — командир роти 9-го саперного батальйону. Учасник Першої світової війни, з 24 жовтня 1915 року командував саперами 17-ї піхотної дивізії. 2 серпня 1916 року був тяжко поранений. Після одужання 26 квітня 1917 року очолив 9-й запасний саперний батальйон, 22 червня 1917 року — 4-те польове саперне депо, 21 лютого 1918 року — 31-й саперний батальйон. 11 червня 1918 року знову важко поранений. В 1919 роках служив у лавах Добровольчого корпусу.
1 листопада 1919 року вступив в поліцію безпеки. 1 січня 1924 року був переведений в секретну спеціальну службу Імперського військового міністерства, яка займалася розробкою заборонених видів озброєнь. 10 липня 1935 року перейшов в люфтваффе. З 13 листопада 1939 року — начальник військово-економічного управління у Лігніці. 15 березня 1940 року призначений інспектором будівельних частин люфтваффе. 1 грудня 1942 року його інспекція (17-та) було перетворена на інспекцію будівельних частин та у справах військовополонених. Керував використанням військовополонених на будівництві аеродромів і оборонних споруд. 1 травня 1943 року зарахований в резерв ОКЛ. 30 вересня 1943 року звільнений у відставку. В січні-травні 1945 року служив в фольксштурмі. В травні 1945 року взятий у полон радянськими військами. В тому ж році звільнений.

## Нагороди
Отримав численні нагороди, серед яких:
- Залізний хрест 2-го і 1-го класу
- Хрест «За військові заслуги» (Мекленбург-Шверін) 2-го і 1-го класу
- Нагрудний знак «За поранення» в золоті
- Хрест «За вислугу років» (Пруссія)
- Почесний хрест ветерана війни з мечами (1934)
- Медаль «За вислугу років у Вермахті» 4-го, 3-го, 2-го і 1-го класу (25 років; 2 жовтня 1936) — отримав 4 нагороди одночасно.
- Хрест Воєнних заслуг 2-го класу з мечами